# Гридино (Карелия)
Гри́дино — старинное поморское село в составе Куземского сельского поселения Кемского района Республики Карелия, комплексный памятник истории.

## Общие сведения
Село расположено на берегу Гридинской губы Белого моря в устье реки Гридина.
Сохраняется церковь Николая Чудотворца, построенная в середине XIX века. В селе есть свой собственный праздник — Никола.
Недолгое время в XVII веке в гридинском усолье занимались солеварением. В настоящее время от него не осталось видимых следов. Память об этом историческом периоде сохранилась лишь в специфическом названии одной из частей деревни Гридино, которая по-прежнему именуется местными жителями Варницей. Село состоит из трех основных частей: Волости, Варницы, Кривого Посада. Варница ближе всего расположена к морю, Кривой Посад — середина деревни, расположенная на скалах.

## Адресные элементы

### Улицы
- Гористая улица
- Лесная улица
- Набережная улица

### Части
- Волость
- Варница
- Кривой Посад

## Население
| 2002 | 2009 | 2010 | 2013 |
| ---- | ---- | ---- | ---- |
| 127  | ↘103 | ↘73  | ↘72  |